# Philippe de Vitry
Pour les articles homonymes, voir Vitry.
Philippe de Vitry, né dans une ville nommée Vitry (il pourrait s'agir de Vitry-en-Artois dans le Pas-de-Calais ou de Vitry-en-Perthois en Champagne) le 31 octobre 1291 et mort à Meaux le 9 juin 1361, est évêque de Meaux, compositeur et théoricien français de la période médiévale. Il est l'auteur présumé du traité fièrement intitulé Ars nova (« L'art nouveau ») publié vers 1320.
Considéré par ses contemporains comme un esprit brillant, loué pour ses connaissances en mathématiques, philosophie, poésie, rhétorique et musique, il est une figure emblématique du Moyen Âge. Seule une partie de ses compositions musicales — quelques motets et chansons — et de ses traités de musique nous sont parvenus. Sa musique se démarque de celle de Pérotin (v. 1160 - v. 1230), et son influence, qui perdure plus d'un siècle après son décès, se reconnaît, par exemple, dans les œuvres de Guillaume de Machaut ou de Guillaume Dufay.

## Biographie
Ses origines et son enfance sont peu connues. Jean de Murs, qui le connaissait, parle de lui comme magister, ce qui laisse penser qu'il a été maître-ès-arts au Collège de Navarre. Archidiacre de Brie, chanoine (à Saint-Martin de Clermont, Cambrai, Verdun…) richement prébendé par Jean XXII, il entre au service de Louis Ier de Bourbon, comte de Clermont, au plus tard en 1321, puis au service des rois de France comme secrétaire de Charles IV. Maître des requêtes au Parlement (1340) puis maître des requêtes de l'hôtel du duc Jean de Normandie, le futur Jean le Bon (1346), il effectue une mission diplomatique pour le roi auprès du pape en Avignon en 1350. Il est nommé évêque de Meaux en 1351, charge qu'il conserve jusqu'à sa mort. Il est l'un des généraux réformateurs aux États généraux de 1357.
En plus de ses fonctions importantes dans l'administration royale, Philippe de Vitry est très estimé de ses contemporains qui le considèrent comme un grand érudit et un intellectuel, un homme de lettres et un musicien reconnu. Il est en relation avec les grands intellectuels de son temps, notamment Pierre Bersuire, Nicole Oresme et Pétrarque. Ce dernier, dans une lettre qu'il lui a adressé en 1351, parle de lui comme « un poète unique ». Leo Hebraeus le proclame « le plus grand maître de la science musicale ». L'auteur des Règles de la seconde rhétorique (ouvrage anonyme) dit de Vitry qu'il « a inventé le style des motets, ballades, lais et rondeaux simples », une position également attestée par le témoignage de Gace de La Bigne (« Philippe de Vitry qui a élaboré des motets mieux que quiconque »). Gilles Le Muisit dans ses Méditations (1350), le considère avec Guillaume de Machaut comme le plus grand des musiciens vivants.
Son rayonnement dépasse largement le milieu français puisqu'à sa mort, Francesco Landini compose un madrigal, Si dolce non sono, où Vitry est implicitement évoqué. Ce renom est explicable par le rôle majeur qu'exerce Vitry dans les domaines politique et intellectuel, mais aussi par le fait que le traité Ars nova cite explicitement ses motets comme exemples du style et des techniques de composition propres au XIVe siècle naissant. L'importance de Vitry est enfin soulignée par les deux sources principales contenant ses œuvres jusqu'à nous parvenues et les cercles auxquels ces premières sont attachées : le Roman de Fauvel associé à la Cour de France et le manuscrit d'Ivrea (recueil de pièces composées pour la Cour et la Chapelle pontificales d'Avignon).

## Œuvres

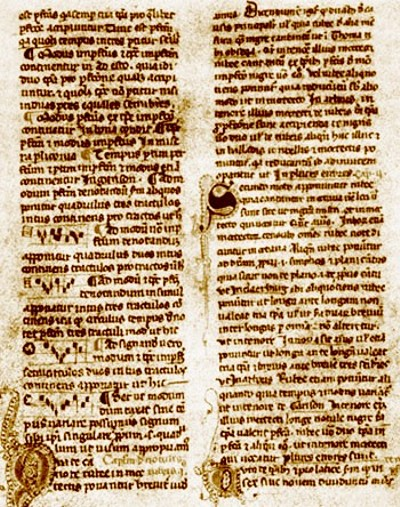
Page du traité Ars nova musicae de Philippe de Vitry.

En dépit de sa célébrité, peu d'œuvres de Vitry nous sont parvenues. Nous ne possédons rien de ses écrits savants et seulement quelques-uns de ses poèmes, et on ne connaît qu'un tronçon du fameux traité Ars nova musicæ, paru vers 1320 et dont il est l'auteur présumé, qui propose une notation musicale novatrice, utilisant des signes inconnus. Il encourage l’emploi de nouvelles règles de composition, notamment des arrangements rythmiques novateurs, ce qui permet l'émergence d'un style polyphonique moins dépendant des contraintes de l’Ars antiqua du XIIIe siècle, considéré pour cela comme le siècle classique médiéval, dans le domaine musical comme dans d'autres.
Philippe de Vitry a aussi écrit le Dit de Franc-Gontier, qui appellera une réponse du cardinal Pierre d'Ailly: Combien est misérable la vie du tyran. Le cycle sera clôturé par François Villon au siècle suivant avec Les Contredits de Franc Gontier.
Les experts modernes n'ont attribué à Vitry qu'une quinzaine de motets, dont l'attribution pour certains est remise en cause aujourd'hui, tous conservés dans seulement deux manuscrits : un manuscrit savoyard de la fin du XIVe siècle, Ivrea 115, et surtout le Roman de Fauvel (Paris, Bibliothèque Nationale fr. 146) qui contient également un grand nombre de chants courtois qui sont peut-être également de la plume de Vitry.
Les motets « Adesto » et « Tribum que » ont fait chacun l'objet d'une diminution anonyme, ces pièces destinées à l'orgue nous ont été transmises par le dénommé Codex Robertsbridge.

### Motets
Source.

- Orbis orbatus / Vos pastores adulteri / Fur non venit
- Aman novi probatur exitu / Heu, Fortuna subdola / Heu me tristis est anima mea
- Tribum, que non abhorruit / Quoniam secta latronum / Merito hec patimur
- Firmissime fidem teneamus / Adesto, sancta trinitas / Alleluya, Benedictus
- Garrit Gallus / In nova fert / Neuma
- Douce playsence / Garison selon nature / Neuma quinti toni
- Vos qui admiramini / Gratissima virginis species / contratenor / Gaude gloriosa
- Cum statua Nabucodonasor / Hugo, Hugo, princeps invidie / Magister invidie
- Colla jugo subdere / Bona condit / Libera me, Domine
- Tuba sacre fidei / In arboris / Virgo sum
- Impudenter circumvivi / Virtutibus laudabilis / contratenor / tenor
- Petre Clemens / Lugentium siccentur / tenor
- (?) Dantur officia / Quid scire proderit / tenor
- O canenda vulgo / Rex quem metrorum / contratenor / Rex regum[8]
- Floret cum van gloria / Florens vigor ulciscendo / Neuma[9]

## Discographie
- Philippe de Vitry Motets & Chansons, Ensemble Sequentia, DHM 77095
- Philippe de Vitry and the Ars Nova, Orlando Consort, AMR 49
- Anges ou démons, Ensemble Amadis, DBA 09204